# Grípisspá

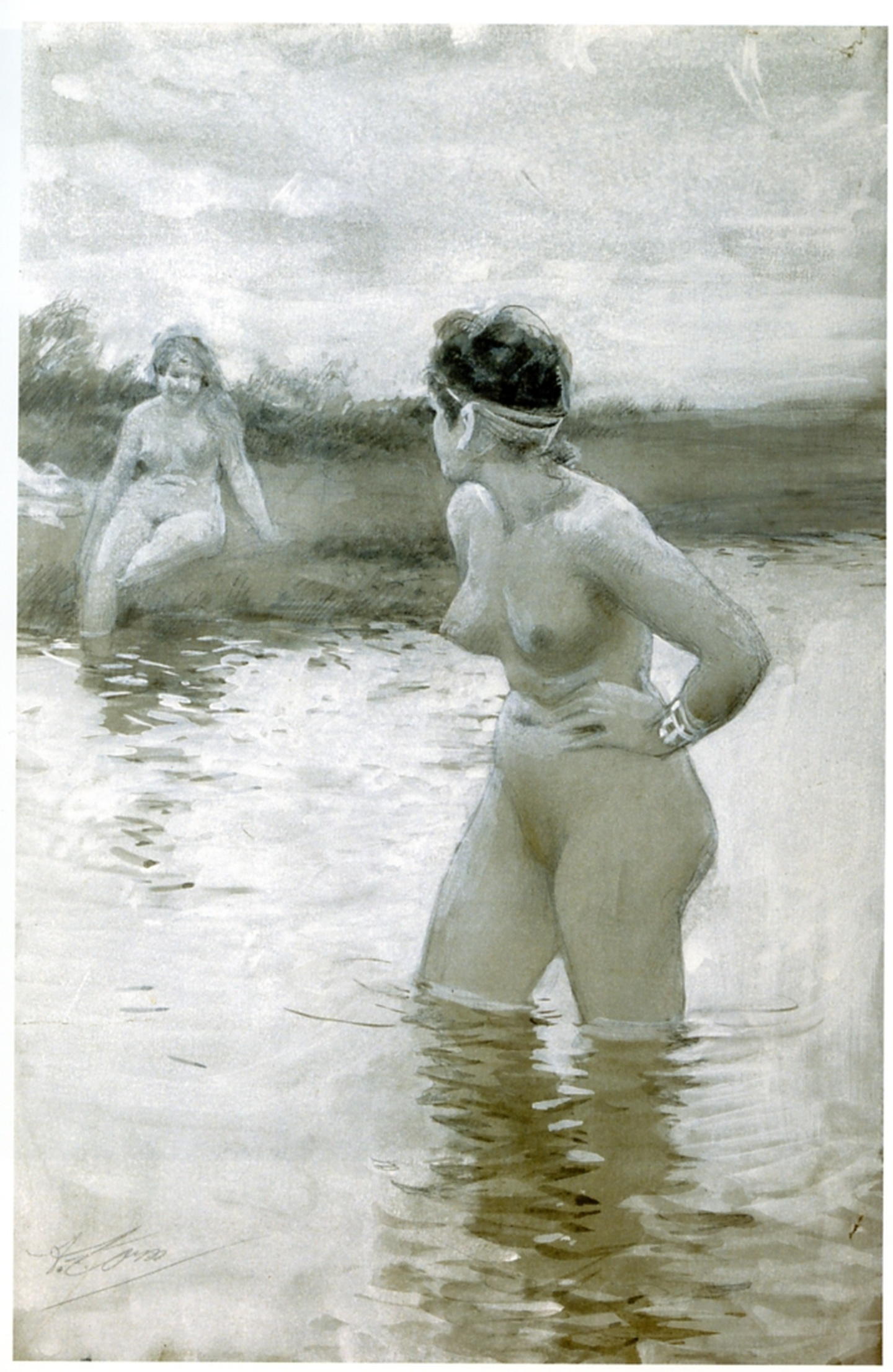
El joven Sigurd es advertido sobre dos mujeres que moldearan su destino, Brunilda y Gudrun. Ilustración para Grípispá de Anders Zorn.

Grípisspá ("Profecías de Grípir") o Sigurðarkviða Fáfnisbana I ("Primer canto de Sigurd, asesino de Fáfnir") es un poema éddico que se encuentra en el manuscrito Codex Regius, donde viene a continuación de Frá dauða Sinfjötla y es precedido por Reginsmál.
El poema consiste en una conversación entre Sigurd y su tío, Grípir, quien es capaz de predecir el futuro y le da una visión general a su sobrino de lo que será su vida. La obra fue bien preservada y es coherente. Al parecer es uno de los poemas más jóvenes del Codex Regius, datado como del siglo XII o XIII. La métrica de la obra es fornyrðislag.